# Shahrestān-e Ījrūd
Shahrestān-e Ījrūd (persiska: شهرستان ايجرود, ايجرود) är en delprovins (shahrestan) i Iran.   Den ligger i provinsen Zanjan, i den nordvästra delen av landet, 290 km väster om huvudstaden Teheran.
Delprovinsen hade 36 641 invånare 2016.